# Harold Pollack
Harold Robert Pollack (7 maart 1947 – 31 juli 2013) was een Surinaams politicus.
Hij heeft gewerkt als geoloog en was directeur van het Bauxiet Instituut Suriname (BIS) voor hij 1991 namens de Nationale Partij Suriname (NPS) minister werd van Natuurlijke Hulpbronnen (17 september 1991 tot 4 maart 1993) in het eerste kabinet-Venetiaan. Twee jaar later stapte hij op na kritiek over de afhandeling van een saneringsovereenkomst met bauxietmaatschappij Suralco en de brandstofcrisis. Verder is hij docent geweest op de Anton de Kom Universiteit van Suriname en was hij betrokken bij het kennisinstituut van de NPS. Na jarenlang aan diabetes mellitus geleden te hebben overleed Pollack midden 2013 op 66-jarige leeftijd.